# Meister des Otto van Moerdrecht

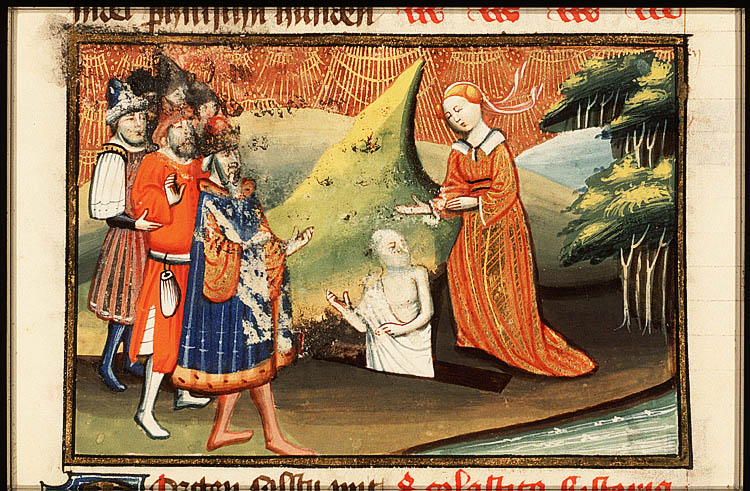
Meister des Otto van Moerdrecht: Die Frau von Endor

Als Moerdrecht-Meister oder Meister des Otto van Moerdrecht (niederl. Meester van Otto van Moerdrecht) wird ein mittelalterlicher Buchmaler bezeichnet. Er war um 1420 oder 1430 im Norden der Niederlande tätig. Der namentlich nicht bekannte Künstler erhielt seinen Notnamen nach einigen wenigen Miniaturen, die er zu einem von dem Utrechter Kleriker Otto van Moerdrecht in Auftrag gegebenen Manuskript Postilla in Prophetas beigetragen hat. Eine der Miniaturen stellt den Auftraggeber dar, die andere einen Seraphim, weswegen der Meister zuweilen auch als Meister des Seraph bezeichnet wurde.

## Werke
Miniaturen in:
- Nicolas de Lyre: Postilla in Prophetas (1423-5; Utrecht, Bib. Rijksuniv., MS. 252)
  - Jesaias f.43 und f.44

Der Moerdrecht-Meister soll auch eine 1427 von Thomas von Kempen angefertigte Bibelhandschrift in fünf Bänden  kostbar ausgemalt haben
- Bibelhandschrift (1427, Darmstadt, Landes- und Hochschulbibliothek, Hs 237)